# Choi Ye-na
Dans ce nom coréen, le nom de famille, Choi, précède le nom personnel.
Choi Ye-na (hangeul : 최예나 ; hanja : 崔叡娜), également connue sous le mononyme Yena, née le 29 septembre 1999, est une chanteuse et personnalité de télévision sud-coréenne révélée en tant que membre du groupe de filles nippo-sud-coréen Iz*One. Elle commence sa carrière solo en 2022 avec son premier mini-album intitulé SMiLEY.

## Biographie
Choi Ye-na est née le 29 septembre 1999 dans l’arrondissement de Gangdong-gu, à Séoul. Elle est la petite sœur de Choi Sung-min, acteur et ancien membre des groupes Coed School et SPEED. Elle est diplômée de l'Hanlim Multi Art School, où elle y a étudié la danse.
Yena commence sa formation pour devenir chanteuse au sein de l'agence Polaris Entertainment. Elle intègre par la suite Yuehua Entertainment où elle est formée pendant un peu plus de 2 ans. De juillet 2017 à mars 2018, elle anime le programme culinaire Cooking Class diffusé sur SBS.
Dès juin 2018, Yena est candidate de Produce 48, une émission de compétition télévisée ayant pour but de produire un nouveau girl group. Elle y représente son agence Yuehua Entertainment aux côtés de deux collègues, Wang Yiren et Kim Sihyeon, aujourd'hui membres du groupe Everglow. Yena maintiendra une position au sein du top 20 pour toute la durée de diffusion de l'émission et terminera quatrième au classement final, ce qui lui permettra de faire ses débuts dans le groupe Iz*One le 29 octobre 2018. Elle promouvra alors en tant que membre du groupe pendant deux ans et demi, jusqu'à sa dissolution en avril 2021.
Tout au long de l'année 2021, Yena participe à de nombreuses émissions de divertissement. Elle sera notamment au casting des émissions Girls High School Mystery Class et Idol Dictation Contest de TVING. Elle sera également l’animatrice de Fireworks Handsome entre mai et juin, aux côtés de Kim Sook, Lee Ji-hye et Lee Mi-do. À partir de la fin du mois d'août jusqu’à décembre, Yena apparaît pour la première fois comme animatrice solo pour sa propre émission Animal Detective Yena produit par Studio Waffle. Début octobre, Yena annonce ses débuts en tant qu'actrice en raison de sa participation à la seconde saison de la web-série The World of My 17. Quelques jours plus tard, il est annoncé qu'elle sera l'une des animatrices de l'émission de survie Game of Blood, diffusé sur MBC. Grâce à ces nombreuses apparitions au cours de l’année, Yena s’impose comme l’une des star du divertissement audiovisuel sud-coréen de la prochaine génération,.
Le 1er janvier 2022, dans une vidéo pour fêter la nouvelle année, Yena annonce officiellement que ses débuts musicaux en solo se tiendront le 17 janvier. Le lendemain de cette annonce, son agence commence la promotion de son premier mini-album Smiley. En une semaine, le clip vidéo du titre principal de l’album surpasse les 15 millions de vues. Le 10 février, Yena remporte pour la première fois la première place d'une émission de classement musical sur M Countdown. En mai, elle devient la nouvelle muse de la marque de cosmétiques Lilybyred. En août, Yena fait son premier retour en tant qu'artiste solo avec son second mini-album Smartphone.

## Discographie

### Albums
| Année | Titre                          | Détails                                                                   | Classement | Ventes                |
| Année | Titre                          | Détails                                                                   | COR        | Ventes                |
| ----- | ------------------------------ | ------------------------------------------------------------------------- | ---------- | --------------------- |
| 2022  | Smiley (1er mini-album)        | - Date de sortie : 17 janvier 2022 - Label : Yuehua Entertainment Korea   | 2          | COR : plus de 123 000 |
| 2022  | Smartphone (2e mini-album)     | - Date de sortie : 3 août 2022 - Label : Yuehua Entertainment Korea       | 3          | COR : plus de 138 000 |
| 2023  | Love War (1er single album)    | - Date de sortie : 16 janvier 2023 - Label : Yuehua Entertainment Korea   | 6          | COR : plus de 126 000 |
| 2023  | Hate XX (2e single album)      | - Date de sortie : 27 juin 2023 - Label : Yuehua Entertainment Korea      | 11         | COR : plus de 101 000 |
| 2024  | Good Morning (3e mini-album)   | - Date de sortie : 15 janvier 2024 - Label : Yuehua Entertainment Korea   | 2          | COR : plus de 77 600  |
| 2024  | Nemonemo (3e single album)     | - Date de sortie : 30 septembre 2024 - Label : Yuehua Entertainment Korea | 5          | COR : plus de 48 000  |
| 2025  | Blooming Wings (4e mini-album) | - Date de sortie : 29 juillet 2025 - Label : Yuehua Entertainment Korea   | À venir    | À venir               |

### Singles
| Année                                                                            | Titre                     | Meilleures positions | Meilleures positions | Album        |
| Année                                                                            | Titre                     | COR                  | JAP Phy.             | Album        |
| Coréens                                                                          | Coréens                   | Coréens              | Coréens              | Coréens      |
| -------------------------------------------------------------------------------- | ------------------------- | -------------------- | -------------------- | ------------ |
| 2022                                                                             | Smiley (feat. BIBI)       | 8                    | —                    | Smiley       |
| 2022                                                                             | Smartphone                | 119                  | —                    | Smartphone   |
| 2023                                                                             | Love War (feat. BE'O)     | 71                   | —                    | Love War     |
| 2023                                                                             | Hate Rodrigo (feat. Yuqi) | 117                  | —                    | Hate XX      |
| 2024                                                                             | Good Morning              | 178                  | —                    | Good Morning |
| 2024                                                                             | Nemonemo (네모네모)       | 35                   | —                    | Nemonemo     |
| Japonais                                                                         |                           |                      |                      |              |
| 2023                                                                             | Smiley (Japanese ver.)    | —                    | 10                   | Hors album   |
| 2024                                                                             | DNA                       | —                    | 7                    | Hors album   |
| "—" indique que le single ne s'est pas classé ou n'est pas sorti dans ce format. |                           |                      |                      |              |

### Crédits musicaux
| Année | Titre                     | Artiste | Album         | Paroles | Musique |
| ----- | ------------------------- | ------- | ------------- | ------- | ------- |
| 2020  | With*One                  | Iz*One  | Oneiric Diary | ✔️      | ❌      |
| 2021  | Lesson                    | Iz*One  | Hors album    | ❌      | ✔️      |
| 2022  | Before Anyone Else        | Yena    | Smiley        | ✔️      | ✔️      |
| 2022  | Smiley (feat. BIBI)       | Yena    | Smiley        | ✔️      | ❌      |
| 2022  | Lxxk 2 U                  | Yena    | Smiley        | ✔️      | ❌      |
| 2022  | Pretty Boys               | Yena    | Smiley        | ✔️      | ❌      |
| 2022  | Make U Smile              | Yena    | Smartphone    | ✔️      | ❌      |
| 2022  | Smartphone                | Yena    | Smartphone    | ✔️      | ❌      |
| 2022  | WithOrWithOut             | Yena    | Smartphone    | ✔️      | ✔️      |
| 2023  | Wash Away                 | Yena    | Love War      | ✔️      | ✔️      |
| 2023  | Love War (feat. BE'O)     | Yena    | Love War      | ✔️      | ✔️      |
| 2023  | Hate Rodrigo (feat. Yuqi) | Yena    | Hate XX       | ✔️      | ✔️      |
| 2024  | Good Morning              | Yena    | Good Morning  | ✔️      | ✔️      |
| 2024  | The Ugly Duckling         | Yena    | Good Morning  | ✔️      | ✔️      |

## Tournées
YENA 1st Concert Tour - Starting from the Square: A Journey to Another World (2025)
| Date(s)               | Pays         | Ville  | Lieu                         | Réf.   |
| --------------------- | ------------ | ------ | ---------------------------- | ------ |
| 25 et 26 janvier 2025 | Corée du Sud | Séoul  | Yonsei University Auditorium | [ 27 ] |
| 8 février 2025        | Japon        | Osaka  | Zepp Namba                   | [ 28 ] |
| 10 février 2025       | Japon        | Tokyo  | Zepp Diver City              | [ 28 ] |
| 19 avril 2025         | Chine        | Macao  | Broadway Theatre             | [ 29 ] |
| 24 mai 2025           | Taïwan       | Taipei | Legacy Tera                  | [ 30 ] |

## Filmographie

### Web-série
| Année | Titre               | Titre original | Chaîne | Rôle       | Note(s)                   | Réf.   |
| ----- | ------------------- | -------------- | ------ | ---------- | ------------------------- | ------ |
| 2021  | The World of My 17  | 소녀의 세계    | tvN D  | Oh Na-ri   | Saison 2 ; Rôle principal | [ 7 ]  |
| 2025  | Villains Everywhere | 빌런의 나라    | KBS2   | Ko Won-hee | Rôle secondaire           | [ 31 ] |

## Émissions

### Émissions télévisées
| Année | Titre                | Titre original       | Chaîne | Rôle                            | Réf.   |
| ----- | -------------------- | -------------------- | ------ | ------------------------------- | ------ |
| 2017  | Cooking Class        | 요리조리 맛있는 수업 | SBS    | Animatrice                      | [ 32 ] |
| 2018  | Produce 48           | 프로듀스 48          | Mnet   | Compétitrice                    | [ 33 ] |
| 2019  | Prison Life of Fools | 호구들의 감빵생활    | tvN    | Membre du casting (18 épisodes) | [ 34 ] |
| 2021  | Fireworks Handsome   | 불꽃미남             | tvN    | Animatrice (8 épisodes)         | [ 35 ] |
| 2021  | Game of Blood        | 피의 게임            | MBC    | Animatrice (12 épisodes)        | [ 36 ] |
| 2022  | DNA Mate             | 호적메이트           | MBC    | Membre régulier (3 épisodes)    | [ 37 ] |
| 2023  | HyeMiLeeYeChaePa     | 혜미리예채파         | ENA    | Membre du casting (12 épisodes) | [ 38 ] |
| 2023  | Girls Night Out      | 걸스 나잇 아웃       | Mnet   | Animatrice (12 épisodes)        | [ 39 ] |

### Émissions web
| Année     | Titre                                         | Titre original               | Plateforme | Rôle              | Réf.   |
| --------- | --------------------------------------------- | ---------------------------- | ---------- | ----------------- | ------ |
| 2021–2024 | Girls' High School Mystery Class              | 여고추리반                   | TVING      | Membre du casting | [ 40 ] |
| 2021–2022 | Idol Dictation Contest                        | 아이돌 받아쓰기 대회         | TVING      | Membre du casting | [ 41 ] |
| 2021      | Animal Detective Yena                         | 예나는 동물탐정              | YouTube    | Animatrice        | [ 42 ] |
| 2021      | It's a virtual world, but I want to be a star | 가상세계지만 스타가 되고싶어 | TVING      | Membre du casting | [ 43 ] |
| 2021      | King of Sleeping Man                          | 킹슬맨                       | YouTube    | Membre du casting | [ 44 ] |
| 2022      | The Door: A Strange Side Story                | 더도어:이상한 외전           | Idolplus   | Membre du casting | [ 45 ] |
| 2023      | Webtoon Singer                                | 웹툰싱어                     | TVING      | Membre du casting | [ 46 ] |
| 2025      | NangJungSoon Band                             | 낭정순 밴드                  | YouTube    | Membre du casting | [ 47 ] |
| 2025      | Tier Maker                                    | 티어메이커                   | YouTube    | Animatrice        | [ 48 ] |

## Récompenses et nominations

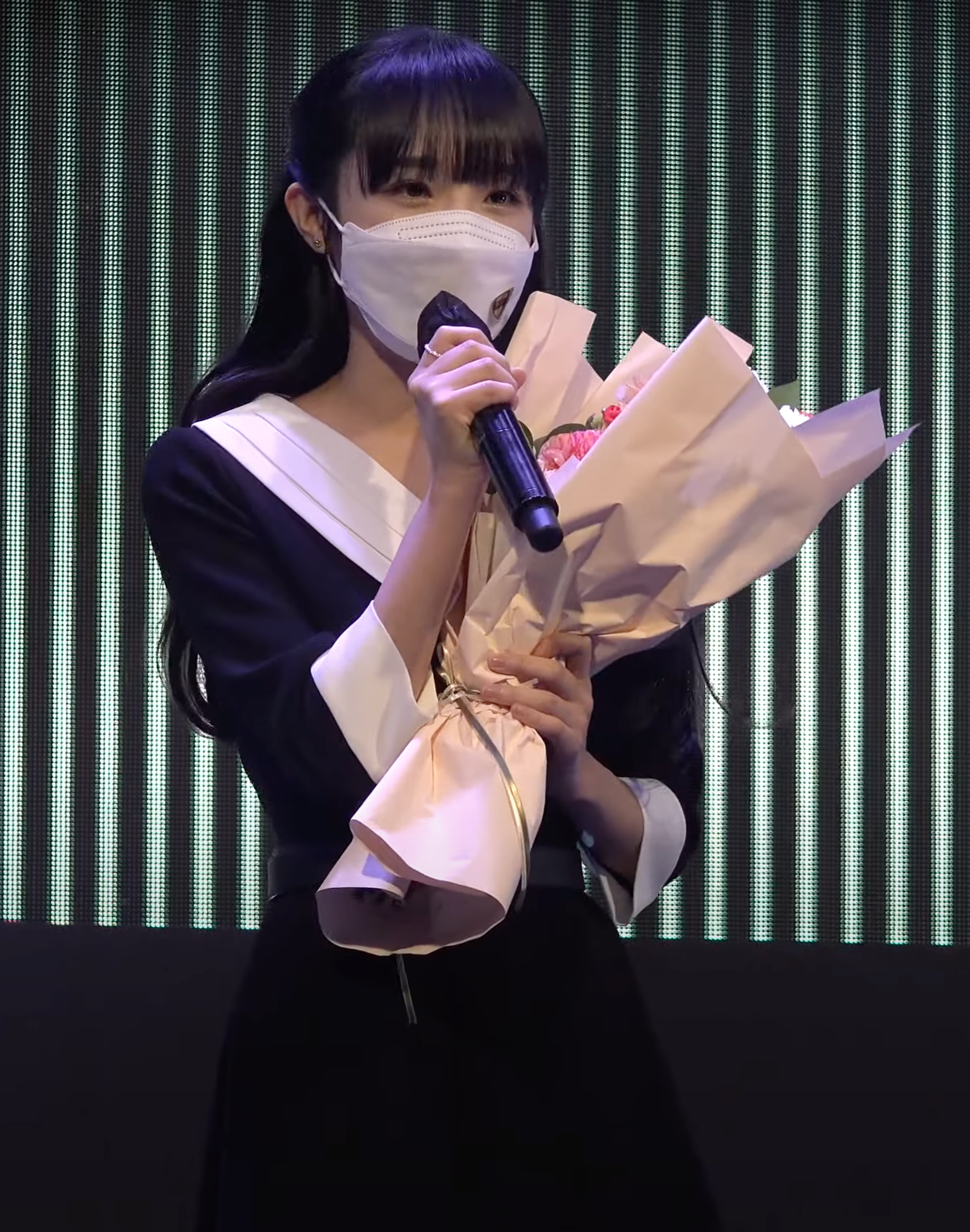
Yena aux Brand Customer Loyalty Awards en mai 2022.

### Asia Artist Awards
| Année | Catégorie     | Travail nommé | Résultat | Réf.   |
| ----- | ------------- | ------------- | -------- | ------ |
| 2022  | Best Musician | Yena          | Lauréat  | [ 49 ] |

### Brand Customer Loyalty Awards
| Année | Catégorie                 | Travail nommé | Résultat | Réf.   |
| ----- | ------------------------- | ------------- | -------- | ------ |
| 2021  | Idol Entertainer (Female) | Yena          | Lauréat  | [ 50 ] |
| 2022  | Idol Entertainer (Female) | Yena          | Lauréat  | [ 51 ] |
| 2022  | New Solo Artist           | Yena          | Lauréat  | [ 51 ] |
| 2023  | Idol Entertainer (Female) | Yena          | Lauréat  | [ 52 ] |
| 2023  | Best Female Solo Artist   | Yena          | Lauréat  | [ 52 ] |

### Brand of the Year Awards
| Année | Catégorie                 | Travail nommé | Résultat   | Réf.   |
| ----- | ------------------------- | ------------- | ---------- | ------ |
| 2021  | Idol Entertainer (Female) | Yena          | Nomination | [ 53 ] |
| 2022  | New Solo Artist           | Yena          | Lauréat    | [ 54 ] |
| 2023  | Idol Entertainer (Female) | Yena          | Nomination | [ 55 ] |
| 2023  | Best Female Solo Singer   | Yena          | Nomination | [ 55 ] |
| 2024  | Idol Entertainer (Female) | Yena          | Nomination |        |

### Blue Dragon Series Awards
| Année | Catégorie                     | Travail nommé | Résultat   | Réf.   |
| ----- | ----------------------------- | ------------- | ---------- | ------ |
| 2022  | Best New Entertainer (Female) | Yena          | Nomination | [ 56 ] |

### Circle Chart Music Awards
| Année | Catégorie                                   | Travail nommé       | Résultat   | Réf.   |
| ----- | ------------------------------------------- | ------------------- | ---------- | ------ |
| 2022  | New Icon of the Year                        | Yena                | Lauréat    | [ 57 ] |
| 2022  | Artist of the Year (Digital) - January 2022 | Smiley (feat. BIBI) | Nomination | [ 58 ] |

### MAMA Awards
| Année | Catégorie                     | Travail nommé       | Résultat   | Réf.   |
| ----- | ----------------------------- | ------------------- | ---------- | ------ |
| 2022  | Worldwide Fans’ Choice TOP 10 | Yena                | Nomination | [ 59 ] |
| 2022  | Best New Female Artist        | Yena                | Nomination | [ 59 ] |
| 2022  | Best Dance Performance Solo   | Smiley (feat. BIBI) | Nomination | [ 59 ] |
| 2023  | Best Female Artist            | Yena                | Nomination | [ 60 ] |

### MelOn Music Awards
| Année | Catégorie                | Travail nommé | Résultat   | Réf.   |
| ----- | ------------------------ | ------------- | ---------- | ------ |
| 2022  | Best Female Solo Artist  | Yena          | Nomination | [ 61 ] |
| 2022  | Top 10 Artists (Bonsang) | Yena          | Nomination | [ 61 ] |